# Catió
Catió ist eine Stadt im Südwesten Guinea-Bissaus mit etwa 9800 Einwohnern. Sie ist die Hauptstadt der Region Tombali und Sitz des gleichnamigen Sektors mit einer Fläche von 1020 km² und 26.999 Einwohnern (Stand 2009).
Im Portugiesischen Kolonialkrieg, der in Guinea-Bissau von 1963 bis 1974 dauerte und besonders intensiv geführt wurde, war das Gebiet des heutigen Sektors Catió mehrmals Schauplatz von portugiesischen Kommandounternehmen und Belagerungen.

## Wirtschaft und Sehenswürdigkeiten

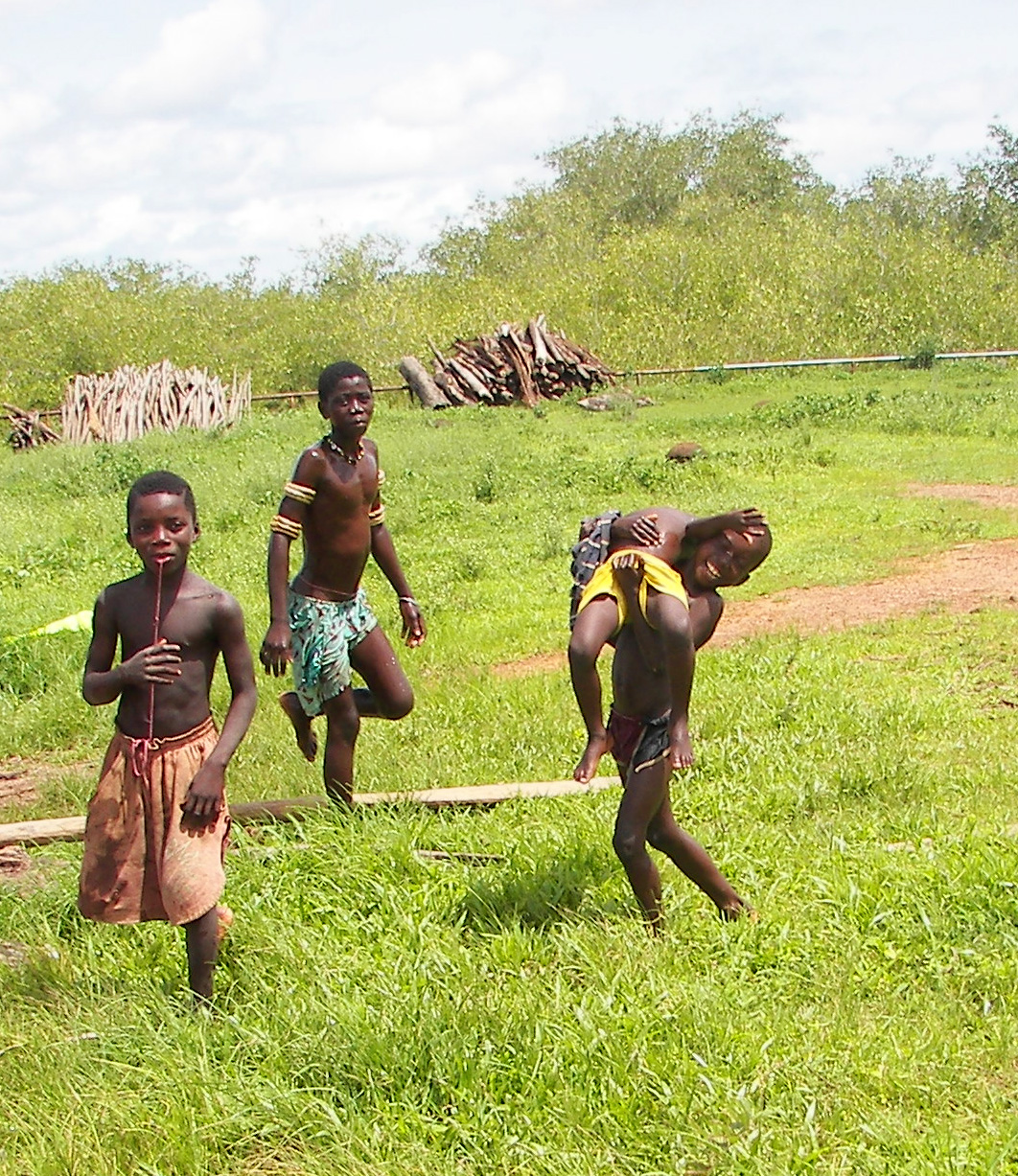
Spielende Jungs außerhalb von Catió

Landwirtschaft bestimmt die Ökonomie im Sektor Catió, insbesondere Reis, Mangos, Maniok und Ölpalmen, meist jedoch nur in Subsistenzwirtschaft. Dazu ist der Fischfang in den umliegenden Flüssen zu nennen.
Südlich von Catió beginnt der Nationalpark Parque Nacional das Florestas de Cantanhez. Die geografische Abgeschiedenheit der Region und die schlechte Straßenanbindung an den Rest des Landes sorgen für eine weitgehend intakte Natur. Der Urwald von Cantanhez mit seiner üppigen Flora und der reichen Fauna mit zahlreichen Säugetieren, Amphibien und Vögeln kann sich in dem 1.057 km² großen Gebiet daher weitgehend unbeeinflusst entfalten. Catió bietet sich damit als Einstieg in den vom WWF zu den 12 bedeutendsten WWF-Ökoregion auf der Erde gezählten Naturpark an, in dem ausgebildete Parkwächter und Guides die Besucher entlang verschiedener Routen durch das Gebiet führen.

## Gliederung
Der Sektor Catió umfasst etwa 100 Ortschaften, überwiegend ländliche Dörfer (Tabancas).
Die Sektorhauptstadt Catió ist in 11 Ortsteile (Bairros) gegliedert. Zu den wichtigsten Orten im Sektor zählen außerdem:
- Baria (ein Balanta-Dorf mit 148 und zwei Nalu-Dörfer mit 256 bzw. 82 Einwohnern)
- Botche Bissa
- Caliu
- Cufar
- Gandua (ein Balanta-Dorf mit 403, ein Biafada-Dorf mit 331 und ein Nalu-Dorf mit 2018 Einwohnern)
- Mato Faroba

Auch zwei Inseln gehören zum Sektor Catió:
- Ilheu de Colbert (zwei Ortschaften: ein Balanta-Dorf mit 119  und ein Pepel-Dorf mit 209 Einwohnern)
- Ilha de Infanda (eine Ortschaft mit 969 Einwohnern)

## Verkehr
Catió ist Endpunkt einer überwiegend schlecht ausgebauten Straße, die von der etwa 60 km nordöstlich gelegenen Stadt Buba herführt.
Im nahen Cufar, einer Ortschaft im Sektor Catió, befindet sich ein Flugplatz mit dem ICAO-Code GGCF.

## Städtepartnerschaften
- Portugal: Anadia
- Portugal: Santa Maria da Feira (Kooperationsabkommen seit 2006)[4]

## Söhne und Töchter der Stadt
- Baciro Candé (* 1967), ehemaliger Fußballspieler, seit 2016 Nationaltrainer Guinea-Bissaus
- Batista Tagme Na Waie (1949–2009), General, bis zu seiner Ermordung Heereskommandant der Streitkräfte Guinea-Bissaus
- Abdulai Silá (* 1958), guinea-bissauischer Ingenieur, Ökonom, Schriftsteller und Publizist